# Libro di Omni
Il libro di Omni, (in inglese: The Book of Omni, convenzionalmente abbreviato con Omni), di un solo capitolo, è la quinta suddivisione principale, o libro, del Libro di Mormon. Riporta brevi annotazioni di Omni, figlio di Enos, dei suoi figli Amaron e Chemish, che le trasmise a sua volta a suo figlio Abinadom e questi a suo figlio Amalechi.

## Narrazione
Vengono citati gli avvenimenti tra circa il 361 a.C. e il 130 a.C.
Mosia, per ordine del Signore si sposta nella "terra di Zarahemla", dove scopre che tale popolo, disceso da Mulec figlio del Re Sedecia, emigrò a sua volta da Israele ai tempi della cattività babilonese, pochi anni dopo il viaggio di Lei, ma aveva perso il credo in JHWH, e anche la loro lingua era ormai incomprensibile per Mosia. Questi comunque fu proclamato loro re. Il popolo di Zarahemla presentò poi a Mosia una stele che raccontava della distruzione dei Giarediti, scritto dal loro ultimo re, Coriantumr.